# دنیاگیری کووید-۱۹ در مونته‌نگرو
دنیاگیری کووید-۱۹ در مونته‌نگرو بخشی از دنیاگیری بیماری کروناویروس ۲۰۱۹ در جهان است. اولین مورد تأیید شده در مونته‌نگرو در ۱۷ مارس ۲۰۲۰ در شهر پودگوریتسا اعلام شد.